# Loch of Killimster
Der Loch of Killimster ist ein Süßwassersee in der traditionellen Grafschaft Caithness in der schottischen Council Area Highland. Er liegt im Nordosten der Grafschaft nahe der Nordseeküste rund sieben Kilometer nordwestlich des Küstenortes Wick.

## Beschreibung
Der See liegt auf einer Höhe von 17 Metern über dem Meeresspiegel. Der Loch of Killimster weist eine Länge von höchstens 490 Metern bei einer maximalen Breite von 330 Metern auf, woraus sich eine Fläche von zehn Hektar und ein Umfang von einem Kilometer ergeben. Das 379.485 Kubikmeter umfassende Volumen des Loch of Killimster wird im Wesentlichen durch Grundwasser gespeist, was auch das verhältnismäßig geringe Einzugsgebiet von 26 Hektar erklärt. Zuflüsse stammen aus der zumeist moorigen Umgebung. Der verhältnismäßig flache See besitzt eine durchschnittliche Tiefe von 3,7 Metern. Am Nordufer fließt der Burn of Killimster ab, der nach kurzem Lauf in den Loch of Winless mündet. Über den Burn of Winless fließt dieser in den Wick ab, der in Wick in die Nordsee entwässert.